# Katsuyoshi Shintō
Katsuyoshi Shintō (jap. 信藤 健仁 Shintō Katsuyoshi; ur. 15 września 1960) – japoński piłkarz, reprezentant kraju.

## Kariera klubowa
Od 1983 do 1995 roku występował w klubach: Mazda, Urawa Reds i Bellmare Hiratsuka.

## Kariera reprezentacyjna
W reprezentacji Japonii zadebiutował w 1987. W reprezentacji Japonii występował w latach 1987-1990. W sumie w reprezentacji wystąpił w 15 spotkaniach.

## Statystyki
| Reprezentacja Japonii | Reprezentacja Japonii | Reprezentacja Japonii |
| Rok                   | Mecze                 | Gole                  |
| --------------------- | --------------------- | --------------------- |
| 1987                  | 2                     | 0                     |
| 1988                  | 3                     | 0                     |
| 1989                  | 8                     | 1                     |
| 1990                  | 2                     | 0                     |
| Razem                 | 15                    | 1                     |